# Acauã
Acauã, cauã ou falcão-risonho (Herpetotheres cachinnans) é uma ave de rapina pertencente à ordem dos Falconiformes, da família Falconidae, comum na América, principalmente na América do Sul e regiões de clima tropical. É encontrada, por exemplo, no Brasil. É uma espécie de falcão florestal, pois pertence a família Falconidae e subfamília Herpetotherinae, também chamados de  "falcões de florestas", mas sua aparência física lembra mais uma coruja. É conhecida pelo seu canto característico e por alimentar-se de serpentes. Também, pode alimentar-se de morcegos, lagartos, peixes, roedores, etc. Pode chegar a medir até 50 centímetros.
Em algumas regiões, segundo a crença popular, o canto do acauã, que assemelha-se a uma gargalhada, é de mau agouro e pode anunciar desgraça. Em alguns lugares do Brasil, acredita-se que pode pressagiar a morte de uma pessoa. Na região Nordeste, há uma crença de que a ave pode anunciar seca.
Uma curiosidade é que a origem do nome "acauã" vem de seu canto.

## Etimologia
Também conhecido como cauã, macaã, macaguã, macauã, nacauã, uacauã, acuã, gavião-cauã, gavião-couã e maçaguã, todos derivados do termo tupi waka'wã.
O nome acauã foi selecionado como nome vernáculo técnico para a espécie Herpetotheres cachinnans pelo Comitê Brasileiro de Registros Ornitológicos (CBRO) em 2021.

## Subespécies
São reconhecidas três subespécies:

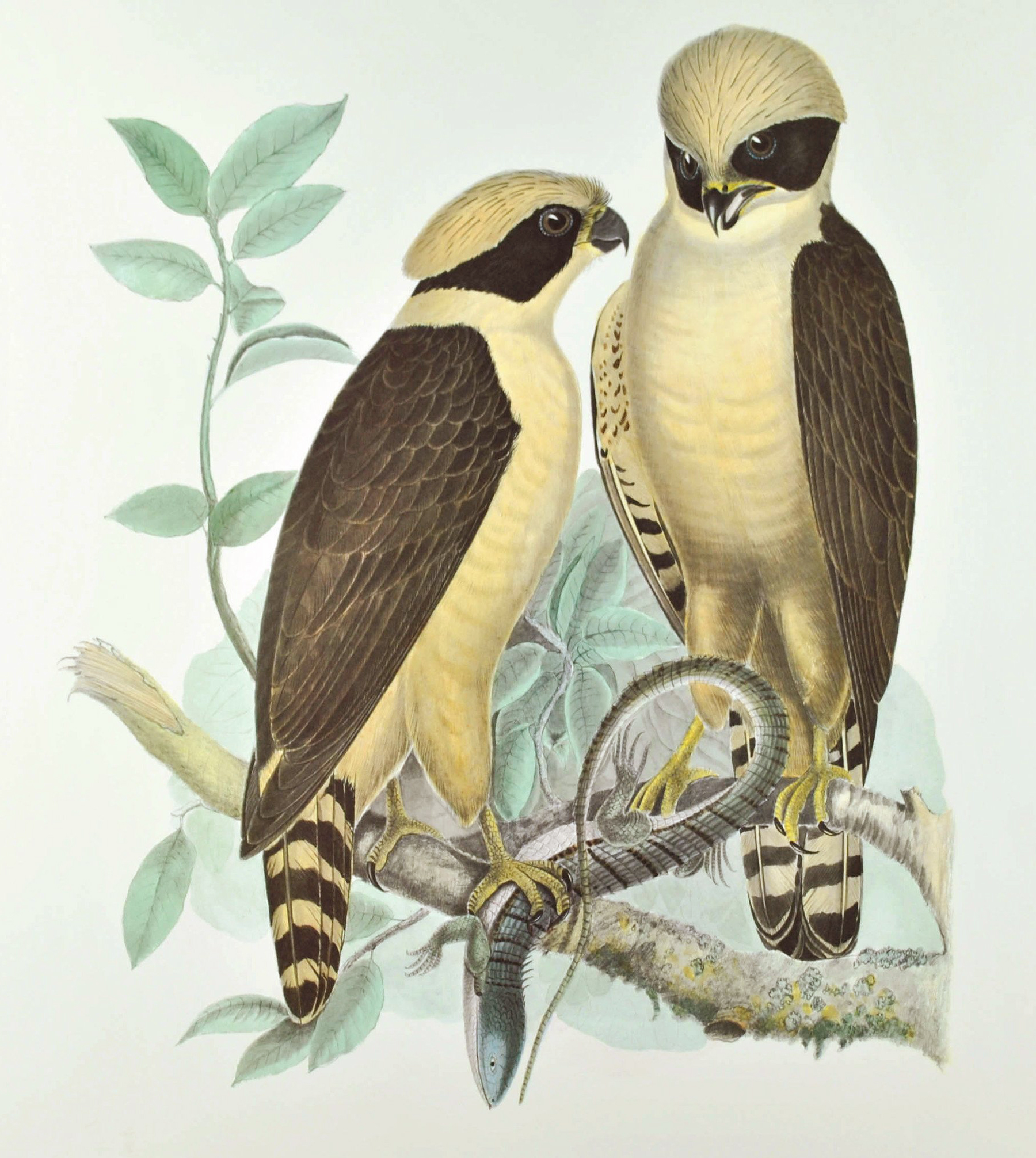
Desenho de dois acauãs

- Herpetotheres cachinnans cachinnans (Linnaeus, 1758) - ocorre desde a Nicarágua até a Colômbia, nas Guianas, no Peru e em grande parte do território brasileiro;
- Herpetotheres cachinnans queribundus (Bangs & T. E. Penard, 1919) - ocorre do leste da Bolívia até o Paraguai e no norte da Argentina;
- Herpetotheres cachinnans chapmani (Bangs & T. E. Penard, 1918) - ocorre das planícies do norte do México até Honduras.[21]